# World Games 2017/Teilnehmer (Russland)
| Gelbes Symbol für Goldmedaillen mit stilisierten Olympischen Ringen | Graues Symbol für Silbermedaillen mit stilisierten Olympischen Ringen | Braundes Symbol für Bronzemedaillen mit stilisierten Olympischen Ringen |
| ------------------------------------------------------------------- | --------------------------------------------------------------------- | ----------------------------------------------------------------------- |
| 28                                                                  | 21                                                                    | 14                                                                      |

Russland nahm in Breslau an den World Games 2017 teil. Die russische Delegation bestand aus 133 Athleten. Mit insgesamt 63 Medaillen in den offiziellen Sportarten belegte Russland den ersten Platz im Medaillenspiegel.

## Medaillengewinner

### Gold
| Name | Sportart                   | Wettkampf            |
| --- | -------------------------- | -------------------- |
| Anastasia Gvozdetskaia Veronika Korneva Anastasia Ziubina Anastasia Degtiareva Irina Dobriagina Ekaterina Pykhtova Aleksei Germanov Danil Chaiun | Aerobic                    | Step                 |
| Marina Chernova Georgii Pataraia | Akrobatik                  | Paar                 |
| Daria Chebulanka Polina Plastinina Kseniia Zagoskina                                                                                             | Akrobatik                  | Gruppe               |
| Daria Guryeva Daria Kalinina | Akrobatik                  | Paar                 |
| Pavel Kabanov | Flossenschwimmen           | 50 m Tauchen         |
| Andrey Arbuzov | Flossenschwimmen           | 50 m Doppelflosse    |
| Dmitrii Zhurman | Flossenschwimmen           | 100 m                |
| Dmitrii Zhurman | Flossenschwimmen           | 200 m                |
| Ekaterina Mikhaylushkina | Flossenschwimmen           | 100 m                |
| Valeriya Baranovskaya | Flossenschwimmen           | 200 m                |
| Pavel Kabanov Aleksey Kazantsev Dmitrii Kokorev Dmitrii Zhurman                                                                                  | Flossenschwimmen           | 4 × 100 m Staffel    |
| Valeriya Baranovskaya Anna Ber Ekaterina Mikhaylushkina Aleksandra Skurlatova                                                                    | Flossenschwimmen           | 4 × 100 m Staffel    |
| Ilia Borok | Jiu Jitsu                  | 77 kg Fighting       |
| Anna Poskrebysheva | Kickboxen                  | K1 52 kg             |
| Igor Darmeshikin | Kickboxen                  | K1 91 kg             |
| Sergey Fedosienko | Kraftdreikampf             | Leichtgewicht        |
| Natalia Salnikova | Kraftdreikampf             | Leichtgewicht        |
| Svetlana Vinnikova | Muay Thai                  | 60 kg                |
| Arina Awerina | Rhythmische Sportgymnastik | Ball                 |
| Arina Awerina | Rhythmische Sportgymnastik | Schleife             |
| Arina Awerina | Rhythmische Sportgymnastik | Reifen               |
| Dina Awerina | Rhythmische Sportgymnastik | Kegel                |
| Julia Kaplina | Sportklettern              | Speedklettern        |
| Anna Poliakova | Sumō                       | Offene Klasse        |
| Batyr Altyev | Sumō                       | Leichtgewicht        |
| Atsamaz Kaziev | Sumō                       | Mittelgewicht        |
| Vaislii Margiev | Sumō                       | Schwergewicht        |
| Vaislii Margiev | Sumō                       | Offene Klasse        |
| Anna Poliakova | Sumō                       | Schwergewicht        |
| Mikhail Zalomin | Trampolinturnen            | Doppelmini-Trampolin |

### Silber
| Name | Sportart                   | Wettkampf      |
| --- | -------------------------- | -------------- |
| Garsevan Dzhanazian Anton Shishigin Denis Shurupov Kirill Kluikov Aleksei Zhuravlev Kirill Lobaznyuk Danil Chaiun Roman Semenov | Aerobic                    | Tanz           |
| Igor Mishev Nikolay Suprunov | Akrobatik                  | Paar           |
| Ekaterina Mikhaylushkina | Flossenschwimmen           | 200 m          |
| Pavel Korzhavykh | Jiu Jitsu                  | 69 kg Fighting |
| Denis Belov | Jiu Jitsu                  | 85 kg Fighting |
| Denis Belov Ilia Borok Abdulbari Guseinov Pavel Korzhavykh Olga Medvedeva Zainutdin Zainukov                                    | Jiu Jitsu                  | Mannschaft     |
| Dmitry Inzarkin | Kraftdreikampf             | Schwergewicht  |
| Anna Ryzhkova | Kraftdreikampf             | Mittelgewicht  |
| Valeriya Drozdova | Muay Thai                  | 54 kg          |
| Aleksandr Abramov | Muay Thai                  | 57 kg          |
| Vladimir Kuzmin | Muay Thai                  | 67 kg          |
| Natalia Gemperle | Orientierungslauf          | Mittelstrecke  |
| Dina Awerina | Rhythmische Sportgymnastik | Ball           |
| Dina Awerina | Rhythmische Sportgymnastik | Reifen         |
| Dina Awerina | Rhythmische Sportgymnastik | Schleife       |
| Batyr Altyev | Sumō                       | Offene Klasse  |
| Olga Davydko | Sumō                       | Schwergewicht  |
| Olga Kulikova Dmitry Zharkov | Tanzen                     | Standard       |
| Svetlana Gudyno Armen Tsaturyan                                                                                                 | Tanzen                     | Latein         |
| Ksenia Osnovina Konstantin Chistikov                                                                                            | Tanzen                     | Rock ’n’ Roll  |
| Anna Korobeinikova | Trampolinturnen            | Tumbling       |

### Bronze
| Name                                                              | Sportart                   | Wettkampf      |
| ----------------------------------------------------------------- | -------------------------- | -------------- |
| Pavel Kabanov                                                     | Flossenschwimmen           | 100 m          |
| Dmitrii Kokorev                                                   | Flossenschwimmen           | 200 m          |
| Anna Ber                                                          | Flossenschwimmen           | 100 m          |
| Abdulbari Guseinov                                                | Jiu Jitsu                  | 85 kg Ne-Waza  |
| Aleksandr Sak                                                     | Jiu Jitsu                  | +94 kg Ne-Waza |
| Datsi Datsiev                                                     | Kickboxen                  | K1 75 kg       |
| Aslanbek Zikreev                                                  | Muay Thai                  | 54 kg          |
| Ivan Grigorev                                                     | Muay Thai                  | 75 kg          |
| Natalia Gemperle Dmitri Zwetkow Andrei Chramow Galina Vinogradova | Orientierungslauf          | Staffel        |
| Anna Averina                                                      | Rhythmische Sportgymnastik | Kegel          |
| Stanislav Kokorin                                                 | Sportklettern              | Speedklettern  |
| Alexey Rubtsov                                                    | Sportklettern              | Bouldern       |
| Anna Tsyganova                                                    | Sportklettern              | Speedklettern  |
| Olga Davydko                                                      | Sumō                       | Offene Klasse  |
| Maxim Shlyakin                                                    | Trampolinturnen            | Tumbling       |

## Teilnehmer nach Sportarten

### Aerobic
| Athleten | Wettbewerb | Qualifikation | Qualifikation | Finale        | Finale        | Rang          |
| Athleten | Wettbewerb | Punkte        | Rang          | Punkte        | Rang          | Rang          |
| --- | ---------- | ------------- | ------------- | ------------- | ------------- | ------------- |
| Mixed |            |               |               |               |               |               |
| Polina Amosenok Garsevan Dzhanazian Ilia Ostapenko Roman Semenov Denis Solovev                                                 | Gruppe     | 20.333        | 4             | 21.322        | 4             | 4             |
| Ekatherina Pykhtova Aleksei Germanov                                                                                           | Paar       | 21.050        | 5             | ausgeschieden | ausgeschieden | ausgeschieden |
| Anastasia Degtiareva Irina Dobriagina Veronika Korneva Ekaterina Pykhtova Anastasia Ziubina Danil Chaiun Aleksei Germanov      | Step       | 18.450        | 2             | 18.600        | 1             | Gold          |
| Danil Chaiun Garsevan Dzhanazian Kirill Kulikov Kirill Lobaznyuk Roman Semnov Anton Shishigin Denis Shurupov Aleksei Zhuravlev | Tanz       | 18.350        | 2             | 18.550        | 2             | Silber        |
| Duzhik Dzhanazian Ilia Ostapenko Roman Semenov                                                                                 | Trio       | 21.561        | 3             | 19.877        | 4             | 4             |

### Akrobatik
| Athleten                                                                 | Wettbewerb | Qualifikation | Qualifikation | Finale | Finale | Rang   |
| Athleten                                                                 | Wettbewerb | Punkte        | Rang          | Punkte | Rang   | Rang   |
| ------------------------------------------------------------------------ | ---------- | ------------- | ------------- | ------ | ------ | ------ |
| Frauen                                                                   |            |               |               |        |        |        |
| Daria Guryeva Daria Kalinina                                             | Paar       | 58.900        | 1             | 29.870 | 1      | Gold   |
| Daria Chebulanka Polina Plastinina Kseniia Zagoskina                     | Gruppe     | 57.380        | 2             | 29.440 | 1      | Gold   |
| Männer                                                                   |            |               |               |        |        |        |
| Igor Mishev Nikolay Suprunov                                             | Paar       | 56.310        | 3             | 29.090 | 2      | Silber |
| Victor Grechukhin German Kudriashov Aleksandr Pchelnikov Andrei Shkvarok | Gruppe     | 52.925        | 4             | 25.770 | 4      | 4      |
| Mixed                                                                    |            |               |               |        |        |        |
| Marina Chernova Georgii Pataraia                                         | Paar       | 60.330        | 1             | 30.865 | 1      | Gold   |

### Billard
| Athleten           | Wettbewerb | Achtelfinale      | Achtelfinale | Viertelfinale | Viertelfinale | Halbfinale    | Halbfinale    | Finale / Platz 3 | Finale / Platz 3 | Rang          |
| Athleten           | Wettbewerb | Gegner            | Ergebnis     | Gegner        | Ergebnis      | Gegner        | Ergebnis      | Gegner           | Ergebnis         | Rang          |
| ------------------ | ---------- | ----------------- | ------------ | ------------- | ------------- | ------------- | ------------- | ---------------- | ---------------- | ------------- |
| Frauen             |            |                   |              |               |               |               |               |                  |                  |               |
| Kristina Tkatsch   | 9-Ball     | Kelly Fisher      | 9:4          | Chen Siming   | 2:9           | ausgeschieden | ausgeschieden | ausgeschieden    | ausgeschieden    | ausgeschieden |
| Nataliya Seroshtan | 9-Ball     | Oliwia Czupryńska | 5:9          | ausgeschieden | ausgeschieden | ausgeschieden | ausgeschieden | ausgeschieden    | ausgeschieden    | ausgeschieden |
| Männer             |            |                   |              |               |               |               |               |                  |                  |               |
| Ruslan Tschinachow | 9-Ball     | Matt Edwards      | 10:11        | ausgeschieden | ausgeschieden | ausgeschieden | ausgeschieden | ausgeschieden    | ausgeschieden    | ausgeschieden |

### Boules
| Athleten            | Wettbewerb  | Qualifikation | Qualifikation | Halbfinale | Halbfinale | Finale   | Finale   | Rang |
| Athleten            | Wettbewerb  | Punkte        | Rang          | Gegner     | Ergebnis   | Punkte   | Rang     | Rang |
| ------------------- | ----------- | ------------- | ------------- | ---------- | ---------- | -------- | -------- | ---- |
| Frauen              |             |               |               |            |            |          |          |      |
| Jekaterina Jerasowa | Schießspiel | 53            | 6             | abgesagt   | abgesagt   | abgesagt | abgesagt | 6    |

### Feldbogenschießen
| Athleten             | Wettbewerb    | Qualifikation | Qualifikation | Sechzehntelfinale | Sechzehntelfinale | Achtelfinale      | Achtelfinale  | Viertelfinale | Viertelfinale | Halbfinale    | Halbfinale    | Finale                  | Finale        | Rang          |
| Athleten             | Wettbewerb    | Ringe         | Rang          | Gegner            | Ergebnis          | Gegner            | Ergebnis      | Gegner        | Ergebnis      | Gegner        | Ergebnis      | Gegner                  | Ergebnis      | Rang          |
| -------------------- | ------------- | ------------- | ------------- | ----------------- | ----------------- | ----------------- | ------------- | ------------- | ------------- | ------------- | ------------- | ----------------------- | ------------- | ------------- |
| Frauen               |               |               |               |                   |                   |                   |               |               |               |               |               |                         |               |               |
| Maria Vinogradova    | Compoundbogen | 688           | 14            | Andrea Marcos     | 140:146           | ausgeschieden     | ausgeschieden | ausgeschieden | ausgeschieden | ausgeschieden | ausgeschieden | ausgeschieden           | ausgeschieden | ausgeschieden |
| Aleksandra Savenkova | Compoundbogen | 698           | 4             | –                 | –                 | Stephanie Salinas | 147:143       | Sarah Prieels | 145:145       | Sara Lopez    | 137:146       | Platz 3: Christie Colin | 137:137       | 4             |

### Flossenschwimmen
| Athleten                                                                      | Wettbewerb         | Finale      | Finale | Rang   |
| Athleten                                                                      | Wettbewerb         | Zeit        | Rang   | Rang   |
| ----------------------------------------------------------------------------- | ------------------ | ----------- | ------ | ------ |
| Frauen                                                                        |                    |             |        |        |
| Elizaveta Andrienko                                                           | 50 m Tauchen       | 16,64 s     | 6      | 6      |
| Elizaveta Melnikova                                                           | 50 m Doppelflosse  | 22,09 s     | 6      | 6      |
| Anna Kharina                                                                  | 100 m Doppelflosse | 48,42 s     | 5      | 5      |
| Anna Ber                                                                      | 100 m              | 38,72 s     | 3      | Bronze |
| Ekaterina Mikhaylushkina                                                      | 100 m              | 38,40 s     | 1      | Gold   |
| Valeriya Baranovskaya                                                         | 200 m              | 1:25,41 min | 1      | Gold   |
| Ekaterina Mikhaylushkina                                                      | 200 m              | 1:27,57 min | 2      | Silber |
| Kseniia Ignatova                                                              | 400 m              | 3:20,40 min | 5      | 5      |
| Aleksandra Skurlatova Valeriya Baranovskaya Anna Ber Ekaterina Mikhaylushkina | 4 × 100 m Staffel  | 2:34,78 min | 1      | Gold   |
| Männer                                                                        |                    |             |        |        |
| Pavel Kabanov                                                                 | 50 m Tauchen       | 13,87 s     | 1      | Gold   |
| Aleksey Kazantsev                                                             | 50 m Tauchen       | 14,62 s     | 6      | 6      |
| Andrey Arbuzov                                                                | 50 m Doppelflosse  | 18,55 s     | 1      | Gold   |
| Viktor Kondratev                                                              | 50 m Doppelflosse  | 19,94 s     | 6      | 6      |
| Dmitrii Lapshin                                                               | 100 m Doppelflosse | 42,51 s     | 4      | 4      |
| Dmitry Seryakov                                                               | 100 m Doppelflosse | 42,95 s     | 5      | 5      |
| Pavel Kabanov                                                                 | 100 m              | 34,92 s     | 3      | Bronze |
| Dmitrii Zhurman                                                               | 100 m              | 34,70 s     | 1      | Gold   |
| Dmitrii Kokorev                                                               | 200 m              | 1:20,89 min | 3      | Bronze |
| Dmitrii Zhurman                                                               | 200 m              | 1:20,25 min | 1      | Gold   |
| Evgeny Smirnov                                                                | 400 m              | 3:04,46 min | 6      | 6      |
| Iakov Stryukov                                                                | 400 m              | 3:04,35 min | 5      | 5      |
| Pavel Kabanov Aleksey Kazantsev Dmitrii Kokorev Dmitrii Zhurman               | 4 × 100 m Staffel  | 2:16,54 min | 1      | Gold   |

### Jiu Jitsu
| Athleten                                                                                     | Wettbewerb     | Vorrunde            | Vorrunde | Vorrunde                   | Vorrunde | Achtelfinale   | Achtelfinale | Viertelfinale  | Viertelfinale | Halbfinale                 | Halbfinale    | Finale / Platz 3           | Finale / Platz 3 | Rang          |
| Athleten                                                                                     | Wettbewerb     | Gegner              | Ergebnis | Gegner                     | Ergebnis | Gegner         | Ergebnis     | Gegner         | Ergebnis      | Gegner                     | Ergebnis      | Gegner                     | Ergebnis         | Rang          |
| -------------------------------------------------------------------------------------------- | -------------- | ------------------- | -------- | -------------------------- | -------- | -------------- | ------------ | -------------- | ------------- | -------------------------- | ------------- | -------------------------- | ---------------- | ------------- |
| Frauen                                                                                       |                |                     |          |                            |          |                |              |                |               |                            |               |                            |                  |               |
| Olga Medvedeva                                                                               | 62 kg Fighting | Séverine Nebie      | 0:14     | Annalisa Cavarretta        | 0:14     | –              | –            | –              | –             | ausgeschieden              | ausgeschieden | ausgeschieden              | ausgeschieden    | ausgeschieden |
| Männer                                                                                       |                |                     |          |                            |          |                |              |                |               |                            |               |                            |                  |               |
| Pavel Korzhavykh                                                                             | 69 kg Fighting | Tim Toplak          | 50:0     | Rayan Proag                | 50:0     | –              | –            | –              | –             | Eduardo Gutierrez Cortes   | 17:0          | Boy Vogelzang              | 6:8              | Silber        |
| Zainutdin Zainukov                                                                           | 69 kg Ne-Waza  | –                   | –        | –                          | –        | –              | –            | Salvatore Liga | 100:2         | Abbas Haïda Raza           | 2:4           | ausgeschieden              | ausgeschieden    | ausgeschieden |
| Zainutdin Zainukov                                                                           | 69 kg Ne-Waza  | –                   | –        | –                          | –        | –              | –            | Salvatore Liga | 100:2         | Repechage: Evyatar Paperni | 0:4           | ausgeschieden              | ausgeschieden    | ausgeschieden |
| Ilia Borok                                                                                   | 77 kg Fighting | Andreas Knebel      | 50:0     | Saparmurat Nurmukhanbetov  | 9:3      | –              | –            | –              | –             | Fredrik Widgren            | 12:6          | Andreas Knebel             | 9:1              | Gold          |
| Denis Belov                                                                                  | 85 kg Ne-Waza  | William Seth Wenzel | 14:6     | Nicolas Baez               | 10:4     | –              | –            | –              | –             | Junior Cabezas Quinones    | 50:0          | Mikkel Willard             | 0:50             | Silber        |
| Abdulbari Guseinov                                                                           | 85 kg Ne-Waza  | Haidar Al-Rasheed   | 100:0    | Abdurahmanhaji Murtazaliev | 100:0    | –              | –            | –              | –             | Dan Schon Weinberg         | 0:0           | Platz 3: Haidar Al-Rasheed | 100:0            | Bronze        |
| Aleksandr Sak                                                                                | +94 kg Ne-Waza | Yahya Alhamadi      | 2:2      | Makrem Saanouni            | 0:0      | –              | –            | –              | –             | Frédéric Husson            | 0:2           | Platz 3: Yahya Alhamadi    | 2:2              | Bronze        |
| Aleksandr Sak                                                                                | Open Ne-Waza   | –                   | –        | –                          | –        | Yahya Alhamadi | 4:4          | Szűcs Kristóf  | 2:7           | ausgeschieden              | ausgeschieden | ausgeschieden              | ausgeschieden    | ausgeschieden |
| Abdulbari Guseinov                                                                           | Open Ne-Waza   | –                   | –        | –                          | –        | –              | –            | Seif Houmine   | 0:3           | ausgeschieden              | ausgeschieden | ausgeschieden              | ausgeschieden    | ausgeschieden |
| Mixed                                                                                        |                |                     |          |                            |          |                |              |                |               |                            |               |                            |                  |               |
| Denis Belov Ilia Borok Abdulbari Guseinov Pavel Korzhavykh Olga Medvedeva Zainutdin Zainukov | Mannschaft     | –                   | –        | –                          | –        | –              | –            | Kolumbien      | 4:3           | Polen                      | 4:3           | Deutschland                | 2:5              | Silber        |

### Kickboxen
| Athleten            | Wettbewerb | Viertelfinale                   | Viertelfinale | Halbfinale        | Halbfinale    | Finale / Platz 3       | Finale / Platz 3     | Rang          |
| Athleten            | Wettbewerb | Gegner                          | Ergebnis      | Gegner            | Ergebnis      | Gegner                 | Ergebnis             | Rang          |
| ------------------- | ---------- | ------------------------------- | ------------- | ----------------- | ------------- | ---------------------- | -------------------- | ------------- |
| Männer              |            |                                 |               |                   |               |                        |                      |               |
| Vladislav Ukrainets | K1 67 kg   | Slobodan Mijajlovic             | 0:3           | ausgeschieden     | ausgeschieden | ausgeschieden          | ausgeschieden        | ausgeschieden |
| Datsi Datsiev       | K1 75 kg   | Seyed Khoshkalam Soleimandarabi | 3:0           | Michał Ronkiewicz | 1:2           | Platz 3: Wallace Lopes | Sieg durch Walk-Over | Bronze        |
| Aleksandr Dmitrenko | K1 81 kg   | Aleksandar Petrov               | 0:3           | ausgeschieden     | ausgeschieden | ausgeschieden          | ausgeschieden        | ausgeschieden |
| Roman Piatnica      | K1 86 kg   | Ivan Čuklin                     | 3:0           | Dawid Kasperski   | 0:3           | Platz 3: Omid Nosrati  | 0:3                  | 4             |
| Igor Darmeshkin     | K1 91 kg   | Ivan Stanić                     | 3:0           | Willer Alves      | 2:1           | Mateusz Pluta          | 3:0                  | Gold          |
| Frauen              |            |                                 |               |                   |               |                        |                      |               |
| Anna Poskrebysheva  | K1 52 kg   | Monika Markowska                | 3:0           | Si Long Tam       | 3:0           | Monika Chochliková     | 3:0                  | Gold          |
| Tatiana Ponomareva  | K1 60 kg   | Natalia Martiukhina             | 0:3           | ausgeschieden     | ausgeschieden | ausgeschieden          | ausgeschieden        | ausgeschieden |

### Kraftdreikampf
| Athleten          | Wettbewerb         | Kniebeugen (kg) | Bankdrücken (kg) | Kreuzheben (kg) | Gesamt (kg) | Punkte | Rang   |
| ----------------- | ------------------ | --------------- | ---------------- | --------------- | ----------- | ------ | ------ |
| Frauen            |                    |                 |                  |                 |             |        |        |
| Natalia Salnikova | Leichtgewicht      | 210,0           | 135,0            | 180,0           | 525,0       | 665,54 | Gold   |
| Olga Adamovich    | Mittelgewicht      | 227,5           | 132,5            | 200,0           | 560,0       | 611,80 | 5      |
| Anna Ryzhkova     | Mittelgewicht      | 220,0           | 140,0            | 192,5           | 552,5       | 641,84 | Silber |
| Yulia Medvedeva   | Schwergewicht      | 205,0           | 152,5            | 170,0           | 527,5       | 565,11 | 8      |
| Nadezda Sindikas  | Superschwergewicht | 225,0           | 150,0            | 202,5           | 577,5       | 519,40 | 8      |
| Männer            |                    |                 |                  |                 |             |        |        |
| Sergey Fedosienko | Leichtgewicht      | 290,0           | 192,5            | 260,0           | 742,5       | 677,61 | Gold   |
| Dmitry Inzarkin   | Schwergewicht      | 360,0           | 282,5            | 350,0           | 992,5       | 629,15 | Silber |

### Luftsport
| Athleten          | Wettbewerb     | Runde 1 | Runde 2 | Runde 3 | Runde 4 | Runde 5 | Runde 6 | Runde 7 | Runde 8 | Runde 9 | Runde 10 | Runde 11 | Runde 12 | Gesamt  | Rang |
| ----------------- | -------------- | ------- | ------- | ------- | ------- | ------- | ------- | ------- | ------- | ------- | -------- | -------- | -------- | ------- | ---- |
| Männer            |                |         |         |         |         |         |         |         |         |         |          |          |          |         |      |
| Vladimir Ilinskiy | Segelkunstflug | 6       | 8       | 3       | 8       | –       | –       | –       | –       | –       | –        | –        | –        | 8843,90 | 7    |
| Georgy Kaminski   | Segelkunstflug | 2       | 9       | 4       | 5       | –       | –       | –       | –       | –       | –        | –        | –        | 8843,10 | 4    |
| Mixed             |                |         |         |         |         |         |         |         |         |         |          |          |          |         |      |
| Yuri Garmashov    | Swooping       | 31      | 26      | 8       | 7       | 35      | 21      | 10      | 14      | 20      | 14       | 28       | 33       | 275.000 | 28   |
| Sergey Romanyuk   | Swooping       | 6       | 33      | 1       | 17      | 18      | 30      | 24      | 20      | 9       | 25       | 10       | 26       | 199.000 | 13   |

### Muay Thai
| Athleten           | Wettbewerb | Viertelfinale           | Viertelfinale | Halbfinale         | Halbfinale | Finale                | Finale   | Rang   |
| Athleten           | Wettbewerb | Gegner                  | Ergebnis      | Gegner             | Ergebnis   | Gegner                | Ergebnis | Rang   |
| ------------------ | ---------- | ----------------------- | ------------- | ------------------ | ---------- | --------------------- | -------- | ------ |
| Frauen             |            |                         |               |                    |            |                       |          |        |
| Valeriya Drozdova  | 54 kg      | Juliette Lacroix        | 28:29         | Meltem Bas         | 30:27      | Sofia Olofsson        | 27:30    | Silber |
| Svetlana Vinnikova | 60 kg      | Isa Tidblad Keskikangas | 30:27         | Nili Block         | 29:28      | Gia Winberg           | 30:27    | Gold   |
| Männer             |            |                         |               |                    |            |                       |          |        |
| Aslanbek Zikreev   | 54 kg      | Chen yu-xi              | 10:9          | Elaman Sayasatov   | 27:30      | Platz 3: Deokjae Yoon | 30:27    | Bronze |
| Aleksandr Abramov  | 57 kg      | Mohamed El Barnoussi    | 30:27         | Kostiantyn Trishyn | 30:27      | Wiwat Khamtha         | 27:30    | Silber |
| Vladimir Kuzmin    | 67 kg      | Mateusz Janik           | 30:27         | Kazbek Sagyndykov  | 20:18      | Serhii Kuliaba        | 28:29    | Silber |
| Ivan Grigorev      | 75 kg      | Dawid Mirkowski         | 29:28         | Vasyl Sorokin      | 28:29      | Platz 3: Troy Jones   | 0:0      | Bronze |

### Orientierungslauf
| Athleten                                                          | Wettbewerb    | Zeit         | Rang   |
| ----------------------------------------------------------------- | ------------- | ------------ | ------ |
| Frauen                                                            |               |              |        |
| Natalia Gemperle                                                  | Sprint        | 14:54,10 min | 8      |
| Galina Winogradowa                                                | Sprint        | 14:39,90 min | 4      |
| Natalia Gemperle                                                  | Mittelstrecke | 34:47 min    | Silber |
| Galina Winogradowa                                                | Mittelstrecke | 39:37 min    | 16     |
| Männer                                                            |               |              |        |
| Andrei Chramow                                                    | Sprint        | 15:43,00 min | 20     |
| Dmitri Zwetkow                                                    | Sprint        | 16:22,80 min | 29     |
| Andrei Chramow                                                    | Mittelstrecke | 37:43 min    | 15     |
| Dmitri Zwetkow                                                    | Mittelstrecke | 36:52 min    | 10     |
| Mixed                                                             |               |              |        |
| Natalia Gemperle Dmitri Zwetkow Andrei Chramow Galina Winogradowa | Staffel       | 1:03:37 h    | Bronze |

### Rhythmische Sportgymnastik
| Athleten      | Wettbewerb | Qualifikation | Qualifikation | Finale | Finale | Rang   |
| Athleten      | Wettbewerb | Punkte        | Rang          | Punkte | Rang   | Rang   |
| ------------- | ---------- | ------------- | ------------- | ------ | ------ | ------ |
| Frauen        |            |               |               |        |        |        |
| Arina Awerina | Ball       | 18.500        | 1             | 18.800 | 1      | Gold   |
| Dina Averina  | Ball       | 17.200        | 4             | 18.350 | 2      | Silber |
| Arina Awerina | Kegel      | 17.500        | 2             | 16.300 | 3      | Bronze |
| Dina Awerina  | Kegel      | 18.900        | 1             | 19.100 | 1      | Gold   |
| Arina Awerina | Reifen     | 17.250        | 2             | 17.800 | 1      | Gold   |
| Dina Awerina  | Reifen     | 17.550        | 1             | 17.750 | 2      | Silber |
| Arina Awerina | Schleife   | 17.000        | 1             | 16.850 | 1      | Gold   |
| Dina Awerina  | Schleife   | 15.900        | 3             | 16.800 | 2      | Silber |

### Speedway
| Athleten                                          | Vorrunde                 | Vorrunde | Vorrunde                          | Vorrunde | Vorrunde                        | Vorrunde | Vorrunde                         | Vorrunde | Vorrunde                     | Vorrunde | Vorrunde                 | Vorrunde | Vorrunde      | Vorrunde | Race Off      | Race Off      | Finale        | Finale        | Rang |
| Athleten                                          | Gegner                   | Punkte   | Gegner                            | Punkte   | Gegner                          | Punkte   | Gegner                           | Punkte   | Gegner                       | Punkte   | Gegner                   | Punkte   | Punkte gesamt | Rang     | Gegner        | Punkte        | Gegner        | Punkte        | Rang |
| ------------------------------------------------- | ------------------------ | -------- | --------------------------------- | -------- | ------------------------------- | -------- | -------------------------------- | -------- | ---------------------------- | -------- | ------------------------ | -------- | ------------- | -------- | ------------- | ------------- | ------------- | ------------- | ---- |
| Männer                                            |                          |          |                                   |          |                                 |          |                                  |          |                              |          |                          |          |               |          |               |               |               |               |      |
| Andrei Kudriashov Emil Saytfudinov Viktor Kulakov | Jason Doyle Chris Holder | 2        | Antonio Lindback Fredrik Lindgren | 1        | Kenneth Bjerre Kristian Iversen | 2        | Bartosz Zmarzlik Maciej Janowski | 3        | Steve Worrall Robert Lambert | 5        | Kai Huckenbeck Erik Riss | 3        | 16            | 5        | ausgeschieden | ausgeschieden | ausgeschieden | ausgeschieden | 4    |

### Sportklettern
| Athleten          | Wettbewerb    | Qualifikation | Qualifikation | Finale                    | Finale        | Rang            | Rang          | Rang                     | Rang          | Rang          |
| Athleten          | Wettbewerb    | Ergebnis      | Rang          | Ergebnis                  | Rang          | Rang            | Rang          | Rang                     | Rang          | Rang          |
| ----------------- | ------------- | ------------- | ------------- | ------------------------- | ------------- | --------------- | ------------- | ------------------------ | ------------- | ------------- |
| Männer            |               |               |               |                           |               |                 |               |                          |               |               |
| Manuel Cornu      | Bouldern      | 2t7 4b9       | 2             | 2t3 4b8                   | 3             | Bronze          | Bronze        | Bronze                   | Bronze        | Bronze        |
| Athleten          | Wettbewerb    | Qualifikation | Qualifikation | Viertelfinale             | Viertelfinale | Halbfinale      | Halbfinale    | Finale                   | Finale        | Rang          |
| Athleten          | Wettbewerb    | Ergebnis      | Rang          | Gegner                    | Ergebnis      | Gegner          | Ergebnis      | Gegner                   | Ergebnis      | Rang          |
| Frauen            |               |               |               |                           |               |                 |               |                          |               |               |
| Julia Kaplina     | Speedklettern | 7,76          | 2             | Daria Kan                 | 8,30:8,40     | Anna Tsyganova  | 8,03:9,00     | Anouck Jaubert           | 7,32:7,42     | Gold          |
| Maria Krasavina   | Speedklettern | 7,89          | 4             | Aleksandra Rudzinska      | 7,95:8,04     | Anouck Jaubert  | 7,69:7,52     | Platz 3: Anna Tsyganova  | 9,08:7,79     | 4             |
| Anna Tsyganova    | Speedklettern | 7,72          | 3             | Anna Brozek               | 7,99:9,40     | Julia Kaplina   | 9,00:8,03     | Platz 3: Maria Krasavina | 7,79:9,08     | Bronze        |
| Daria Kan         | Speedklettern | 8,46          | 7             | Julia Kaplina             | 8,40:8,30     | ausgeschieden   | ausgeschieden | ausgeschieden            | ausgeschieden | ausgeschieden |
| Männer            |               |               |               |                           |               |                 |               |                          |               |               |
| Stanislav Kokorin | Speedklettern | 5,90          | 4             | Libor Hroza               | 7,94:DSQ      | Danyil Boldyrev | 5,85:5,66     | Platz 3: Marcin Dzienski | 5,80:5,99     | Bronze        |
| Aleksand Shikov   | Speedklettern | 6,09          | 7             | Reza Alipourshenazandifar | 7,37:5,77     | ausgeschieden   | ausgeschieden | ausgeschieden            | ausgeschieden | ausgeschieden |

### Squash
| Athleten         | 1. Runde    | 1. Runde | Achtelfinale  | Achtelfinale  | Viertelfinale | Viertelfinale | Halbfinale    | Halbfinale    | Finale        | Finale        | Rang          |
| Athleten         | Gegner      | Ergebnis | Gegner        | Ergebnis      | Gegner        | Ergebnis      | Gegner        | Ergebnis      | Gegner        | Ergebnis      | Rang          |
| ---------------- | ----------- | -------- | ------------- | ------------- | ------------- | ------------- | ------------- | ------------- | ------------- | ------------- | ------------- |
| Frauen           |             |          |               |               |               |               |               |               |               |               |               |
| Irina Beljajewa  | Nicol David | 0:3      | ausgeschieden | ausgeschieden | ausgeschieden | ausgeschieden | ausgeschieden | ausgeschieden | ausgeschieden | ausgeschieden | ausgeschieden |
| Männer           |             |          |               |               |               |               |               |               |               |               |               |
| Alexei Sewerinow | Max Lee     | 0:3      | ausgeschieden | ausgeschieden | ausgeschieden | ausgeschieden | ausgeschieden | ausgeschieden | ausgeschieden | ausgeschieden | ausgeschieden |

### Sumō
| Athleten            | Wettbewerb    | 1. Runde           | 1. Runde | Sechzehntelfinale               | Sechzehntelfinale | Achtelfinale                         | Achtelfinale  | Viertelfinale                   | Viertelfinale | Halbfinale                      | Halbfinale    | Finale/Platz 3        | Finale/Platz 3 | Rang          |
| Athleten            | Wettbewerb    | Gegner             | Ergebnis | Gegner                          | Ergebnis          | Gegner                               | Ergebnis      | Gegner                          | Ergebnis      | Gegner                          | Ergebnis      | Gegner                | Ergebnis       | Rang          |
| ------------------- | ------------- | ------------------ | -------- | ------------------------------- | ----------------- | ------------------------------------ | ------------- | ------------------------------- | ------------- | ------------------------------- | ------------- | --------------------- | -------------- | ------------- |
| Frauen              |               |                    |          |                                 |                   |                                      |               |                                 |               |                                 |               |                       |                |               |
| Vera Koval          | Leichtgewicht | –                  | –        | –                               | –                 | Svitlana Trosiuk                     | verloren      | Repechage: Monika Skiba         | verloren      | ausgeschieden                   | ausgeschieden | ausgeschieden         | ausgeschieden  | ausgeschieden |
| Vera Koval          | Leichtgewicht | –                  | –        | –                               | –                 | Repechage: Rikke Bugge               | gewonnen      | Repechage: Monika Skiba         | verloren      | ausgeschieden                   | ausgeschieden | ausgeschieden         | ausgeschieden  | ausgeschieden |
| Ekaterina Alekseeva | Mittelgewicht | –                  | –        | –                               | –                 | Olimpia Robakowska                   | verloren      | ausgeschieden                   | ausgeschieden | ausgeschieden                   | ausgeschieden | ausgeschieden         | ausgeschieden  | ausgeschieden |
| Ekaterina Alekseeva | Mittelgewicht | –                  | –        | –                               | –                 | Repechage: Juliana de Paula Medeiros | verloren      | ausgeschieden                   | ausgeschieden | ausgeschieden                   | ausgeschieden | ausgeschieden         | ausgeschieden  | ausgeschieden |
| Anna Aleksandrova   | Mittelgewicht | –                  | –        | –                               | –                 | Kerstin Schmidtsdorf                 | gewonnen      | Otgon Munkhtsetseg              | verloren      | ausgeschieden                   | ausgeschieden | ausgeschieden         | ausgeschieden  | ausgeschieden |
| Anna Aleksandrova   | Mittelgewicht | –                  | –        | –                               | –                 | Repechage: Fernanda Rojas Pelegrini  | gewonnen      | Repechage: Maryna Maksymenko    | verloren      | ausgeschieden                   | ausgeschieden | ausgeschieden         | ausgeschieden  | ausgeschieden |
| Anna Poliakova      | Schwergewicht | –                  | –        | –                               | –                 | Sarah Gomes                          | gewonnen      | Vivien Sárkány                  | gewonnen      | Ekaterina Gordeeva              | gewonnen      | Olga Davydko          | gewonnen       | Gold          |
| Olga Davydko        | Schwergewicht | –                  | –        | –                               | –                 | Jagoda Mazurek                       | gewonnen      | Anika Schulze                   | gewonnen      | Ivanna Berezovska               | gewonnen      | Anna Poliakova        | verloren       | Silber        |
| Ekaterina Gordeeva  | Schwergewicht | –                  | –        | –                               | –                 | Johanna Schumann                     | gewonnen      | Yuka Ueta                       | gewonnen      | Anna Poliakova                  | verloren      | ausgeschieden         | ausgeschieden  | ausgeschieden |
| Ekaterina Gordeeva  | Schwergewicht | –                  | –        | –                               | –                 | Johanna Schumann                     | gewonnen      | Yuka Ueta                       | gewonnen      | Repechage: Viparat Vituteerasan | verloren      | ausgeschieden         | ausgeschieden  | ausgeschieden |
| Vera Koval          | Offene Klasse | Svitlana Trosiuk   | verloren | ausgeschieden                   | ausgeschieden     | ausgeschieden                        | ausgeschieden | ausgeschieden                   | ausgeschieden | ausgeschieden                   | ausgeschieden | ausgeschieden         | ausgeschieden  | ausgeschieden |
| Ekaterina Alekseeva | Offene Klasse | Aleksandra Rozum   | gewonnen | Maria Cedeno                    | verloren          | ausgeschieden                        | ausgeschieden | ausgeschieden                   | ausgeschieden | ausgeschieden                   | ausgeschieden | ausgeschieden         | ausgeschieden  | ausgeschieden |
| Anna Aleksandrova   | Offene Klasse | –                  | –        | Daniela De Oliviera Vaqueiro    | gewonnen          | Marina Rozum                         | gewonnen      | Maria Drboian                   | verloren      | ausgeschieden                   | ausgeschieden | ausgeschieden         | ausgeschieden  | ausgeschieden |
| Anna Aleksandrova   | Offene Klasse | –                  | –        | Daniela De Oliviera Vaqueiro    | gewonnen          | Repechage: Vivien Sárkány            | gewonnen      | Repechage: Olga Davydko         | verloren      | ausgeschieden                   | ausgeschieden | ausgeschieden         | ausgeschieden  | ausgeschieden |
| Anna Poliakova      | Offene Klasse | –                  | –        | Kerstin Schmidtsdorf            | gewonnen          | Ekaterina Gordeeva                   | gewonnen      | Olga Davydko                    | gewonnen      | Maria Drboian                   | gewonnen      | Ivanna Berezovska     | gewonnen       | Gold          |
| Olga Davydko        | Offene Klasse | –                  | –        | Sonya del Gallego               | gewonnen          | Monika Skiba                         | gewonnen      | Anna Poliakova                  | verloren      | Repechage: Sarah Gomes          | gewonnen      | Platz 3: Maria Cedeno | gewonnen       | Bronze        |
| Olga Davydko        | Offene Klasse | –                  | –        | Sonya del Gallego               | gewonnen          | Repechage: Ekaterina Gordeeva        | gewonnen      | Repechage: Anna Aleksandrova    | gewonnen      | Repechage: Sarah Gomes          | gewonnen      | Platz 3: Maria Cedeno | gewonnen       | Bronze        |
| Ekaterina Gordeeva  | Offene Klasse | –                  | –        | Otgon Munkhtsetseg              | gewonnen          | Anna Poliakova                       | verloren      | ausgeschieden                   | ausgeschieden | ausgeschieden                   | ausgeschieden | ausgeschieden         | ausgeschieden  | ausgeschieden |
| Ekaterina Gordeeva  | Offene Klasse | –                  | –        | Repechage: Kerstin Schmidtsdorf | gewonnen          | Repechage: Olga Davydko              | verloren      | ausgeschieden                   | ausgeschieden | ausgeschieden                   | ausgeschieden | ausgeschieden         | ausgeschieden  | ausgeschieden |
| Männer              |               |                    |          |                                 |                   |                                      |               |                                 |               |                                 |               |                       |                |               |
| Batyr Altyev        | Leichtgewicht | –                  | –        | –                               | –                 | –                                    | –             | Pawel Wojda                     | gewonnen      | Abdelrahman Elsefy              | gewonnen      | Trent Sabo            | gewonnen       | Gold          |
| Atsamaz Kaziev      | Mittelgewicht | –                  | –        | –                               | –                 | –                                    | –             | Runyan Colton                   | gewonnen      | Michal Luto                     | gewonnen      | Misbah Hossam         | gewonnen       | Gold          |
| Eduard Kudzoev      | Schwergewicht | –                  | –        | –                               | –                 | Brandon Ng Tsz-Shing                 | gewonnen      | Kojiro Kurokawa                 | verloren      | ausgeschieden                   | ausgeschieden | ausgeschieden         | ausgeschieden  | ausgeschieden |
| Eduard Kudzoev      | Schwergewicht | –                  | –        | –                               | –                 | Repechage: Serhii Sokolovskyi        | gewonnen      | Repechage: Avtandil Tsertsvadze | verloren      | ausgeschieden                   | ausgeschieden | ausgeschieden         | ausgeschieden  | ausgeschieden |
| Vasilii Margiev     | Schwergewicht | –                  | –        | –                               | –                 | Jacek Piersiak                       | gewonnen      | Michael Wietecha                | gewonnen      | Soichiro Kurokawa               | gewonnen      | Ramy Belal            | gewonnen       | Gold          |
| Batyr Altyev        | Offene Klasse | –                  | –        | Oleksandr Veresiuk              | gewonnen          | Isao Shibaoka                        | gewonnen      | Natsagdorj Dugersuren           | gewonnen      | Kiyoyuki Noguchi                | gewonnen      | Vasilii Margiev       | verloren       | Silber        |
| Atsamaz Kaziev      | Offene Klasse | Serhii Sokolovskyi | gewonnen | Trent Sabo                      | gewonnen          | Kiyoyuki Noguchi                     | verloren      | ausgeschieden                   | ausgeschieden | ausgeschieden                   | ausgeschieden | ausgeschieden         | ausgeschieden  | ausgeschieden |
| Atsamaz Kaziev      | Offene Klasse | Serhii Sokolovskyi | gewonnen | Repechage: Badral Baasandorj    | verloren          | Kiyoyuki Noguchi                     | verloren      | ausgeschieden                   | ausgeschieden | ausgeschieden                   | ausgeschieden | ausgeschieden         | ausgeschieden  | ausgeschieden |
| Eduard Kudzoev      | Offene Klasse | Abdelrahman Elsefy | gewonnen | Michal Luto                     | gewonnen          | Flavio Kosaihira                     | gewonnen      | Miwa Hayato                     | verloren      | ausgeschieden                   | ausgeschieden | ausgeschieden         | ausgeschieden  | ausgeschieden |
| Eduard Kudzoev      | Offene Klasse | Abdelrahman Elsefy | gewonnen | Michal Luto                     | gewonnen          | Repechage: Mykola Kozhukhov          | verloren      | Miwa Hayato                     | verloren      | ausgeschieden                   | ausgeschieden | ausgeschieden         | ausgeschieden  | ausgeschieden |
| Vasilii Margiev     | Offene Klasse | –                  | –        | Kostiantyn Bulatov              | gewonnen          | Soichiro Kurokawa                    | gewonnen      | Ochirkhuu Usukhayar             | gewonnen      | Miwa Hayato                     | gewonnen      | Batyr Altyev          | gewonnen       | Gold          |

### Tanzen

#### Latein Tänze
| Athleten                       | 1. Runde | 1. Runde    | 1. Runde | 1. Runde   | 1. Runde | Halbfinale | Halbfinale  | Halbfinale | Halbfinale | Halbfinale | Finale | Finale      | Finale | Finale     | Finale | Rang   |
| Athleten                       | Samba    | Cha Cha Cha | Rumba    | Paso Doble | Jive     | Samba      | Cha Cha Cha | Rumba      | Paso Doble | Jive       | Samba  | Cha Cha Cha | Rumba  | Paso Doble | Jive   | Rang   |
| ------------------------------ | -------- | ----------- | -------- | ---------- | -------- | ---------- | ----------- | ---------- | ---------- | ---------- | ------ | ----------- | ------ | ---------- | ------ | ------ |
| Paar                           |          |             |          |            |          |            |             |            |            |            |        |             |        |            |        |        |
| Swetlana Gudyno Armen Zaturyan | 2        | 2           | 2        | 2          | 2        | 2          | 2           | 2          | 2          | 3          | 3      | 2           | 2      | 2          | 2      | Silber |

#### Rock ’n’ Roll
| Athleten                              | 1. Runde | 1. Runde | Halbfinale | Halbfinale | Finale | Finale | Rang   |
| Athleten                              | Punkte   | Rang     | Punkte     | Rang       | Punkte | Rang   | Rang   |
| ------------------------------------- | -------- | -------- | ---------- | ---------- | ------ | ------ | ------ |
| Paar                                  |          |          |            |            |        |        |        |
| Xenia Osnowina Konstantin Tschistikow | 82,82    | 1        | 113,99     | 2          | 109,98 | 2      | Silber |

#### Standard Tänze
| Athleten                      | 1. Runde | 1. Runde | 1. Runde      | 1. Runde     | 1. Runde  | Halbfinale | Halbfinale | Halbfinale    | Halbfinale   | Halbfinale | Finale | Finale | Finale        | Finale       | Finale    | Rang   |
| Athleten                      | Walzer   | Tango    | Wiener Walzer | Slow Foxtrot | Quickstep | Walzer     | Tango      | Wiener Walzer | Slow Foxtrot | Quickstep  | Walzer | Tango  | Wiener Walzer | Slow Foxtrot | Quickstep | Rang   |
| ----------------------------- | -------- | -------- | ------------- | ------------ | --------- | ---------- | ---------- | ------------- | ------------ | ---------- | ------ | ------ | ------------- | ------------ | --------- | ------ |
| Paar                          |          |          |               |              |           |            |            |               |              |            |        |        |               |              |           |        |
| Olga Kulikowa Dmitri Scharkow | 2        | 2        | 2             | 2            | 2         | 2          | 2          | 2             | 2            | 2          | 2      | 2      | 2             | 2            | 2         | Silber |

### Trampolinturnen
| Athleten                         | Wettbewerb            | Qualifikation | Qualifikation | Finale        | Finale        | Rang          |
| Athleten                         | Wettbewerb            | Ergebnis      | Rang          | Ergebnis      | Rang          | Rang          |
| -------------------------------- | --------------------- | ------------- | ------------- | ------------- | ------------- | ------------- |
| Frauen                           |                       |               |               |               |               |               |
| Polina Troianova                 | Doppel-Mini Trampolin | 21.900        | 10            | ausgeschieden | ausgeschieden | ausgeschieden |
| Susana Kochesok Anna Kornetskaya | Synchronspringen      | 87.950        | 2             | 45.150        | 4             | 4             |
| Anna Korobeinikova               | Tumbling              | 69.200        | 2             | 71.200        | 2             | Silber        |
| Männer                           |                       |               |               |               |               |               |
| Mikhail Zalomin                  | Doppel-Mini Trampolin | 74.700        | 1             | 76.600        | 1             | Gold          |
| Aleksandr Odintsov               | Doppel-Mini Trampolin | 73.300        | 2             | ausgeschieden | ausgeschieden | ausgeschieden |
| Dmitrii Ushakov Andrey Yudin     | Synchronspringen      | 93.550        | 1             | 16.350        | 7             | 7             |
| Maxim Shlyakin                   | Tumbling              | 75.700        | 1             | 72.700        | 3             | Bronze        |